# Спасово (Добрицька область)
Спа́сово (болг. Спасово) — село в Добрицькій області Болгарії. Входить до складу общини Генерал-Тошево.

## Населення
За даними перепису населення 2011 року у селі проживали 895 осіб.
Національний склад населення села:
| Національність   | Кількість осіб | Відсоток |
| ---------------- | -------------- | -------- |
| болгари          | 366            | 52,0%    |
| цигани           | 172            | 24,4%    |
| турки            | 124            | 17,6%    |
| інша             | 30             | 4,3%     |
| не визначились   | 12             | 1,7%     |
| Всього відповіли | 704            |          |

Розподіл населення за віком у 2011 році:
Динаміка населення: